# Ley de Sucesión en la Jefatura del Estado
La Ley de Sucesión en la Jefatura del Estado de 1947 va ser la cinquena llei fonamental aprovada de les vuit Lleis Fonamentals que organitzaven els poders de l'Estat durant el franquisme. Establia la constitució d'Espanya novament en regne (després de 16 anys) i la successió de Francisco Franco com el cap d'Estat espanyol, al disposar que el successor seria proposat pel mateix Franco a títol de rei o de regent de el regne, però que hauria de ser aprovat per les Corts espanyoles.
El projecte d'aquesta llei va ser remès pel Govern a les Corts el 28 de març de 1947. Va tenir un procés d'elaboració curt i va ser aprovada per les Corts espanyoles en la sessió de 7 de juny de 1947 i sotmesa a referèndum, que es va celebrar el 6 de juliol de 1947, entrant en vigor el 27 de juliol de 1947